# Things Have Changed
Things Have Changed — песня из саундтрека к фильму «Вундеркинды», написанная и исполняемая Бобом Диланом. Вышла в качестве сингла 1 мая 2000 года. За эту песню музыкант получил две награды: «Оскар» за лучшую песню к фильму и «Золотой глобус» за аналогичное достижение. Для музыкального видео на Things Have Changed режиссёр Кёртис Хэнсон снял несколько сцен с Диланом и смонтировал их с кадрами из фильма, чтобы это выглядело так, как если бы музыкант тоже играл в «Вундеркиндах».

## Список композиций
7-дюймовая грампластинка (Великобритания, ограниченный тираж)
| №  | Название                                  | Длительность |
| -- | ----------------------------------------- | ------------ |
| 1. | «Things Have Changed»                     | 5:08         |
| 2. | «Blind Willie McTell (концертная версия)» | 7:01         |

CD-сингл (Европа)
| №  | Название                                       | Длительность |
| -- | ---------------------------------------------- | ------------ |
| 1. | «Things Have Changed (радиоверсия)»            | 3:37         |
| 2. | «To Make You Feel My Love (концертная версия)» | 4:10         |
| 3. | «Hurricane»                                    | 8:33         |
| 4. | «Song to Woody (концертная версия)»            | 4:26         |

Мини-альбом (Япония, под названием Things Have Changed / Alive 3)
| №  | Название                                       | Длительность |
| -- | ---------------------------------------------- | ------------ |
| 1. | «Things Have Changed»                          | 5:08         |
| 2. | «Highlands (концертная версия)»                | 11:19        |
| 3. | «Blowin’ in the Wind (концертная версия)»      | 7:10         |
| 4. | «To Make You Feel My Love (концертная версия)» | 4:10         |

## Дополнительная информация
- Blind Willie McTell записана в Джонс-Бич 17 августа 1997 года.
- To Make You Feel My Love записана в Калифорнии 21 мая 1998 года.
- Hurricane взята из альбома Desire 1976 года.
- Song to Woody, Highlands и Blowin’ In The Wind записаны в Санта-Круз 16 марта 2000 года. Song to Woody ранее не издавалась, прочие песни выходили ограниченным изданием на бонус-диске к сборнику The Best of Bob Dylan, Vol. 2.